# Рікарду Гоміш
Рікарду Гоміш (порт. Ricardo Jorge Pires Gomes, нар. 18 грудня 1991, Прая) — кабовердійський футболіст, нападник клубу «Партизан».
Виступав, зокрема, за клуби «Віторія» (Гімарайнш) та «Насьонал», а також національну збірну Кабо-Верде.

## Клубна кар'єра
Народився 18 грудня 1991 року в місті Прая.
У дорослому футболі дебютував 2010 року виступами за команду клубу «Візела», в якій провів три сезони, взявши участь у 73 матчах чемпіонату. 
Своєю грою за цю команду привернув увагу представників тренерського штабу клубу «Віторія» (Гімарайнш), до складу якого приєднався 2013 року. Відіграв за клуб з Гімарайнша наступні три сезони своєї ігрової кар'єри.
У 2016 році уклав контракт з клубом «Насьонал», у складі якого провів наступні два роки своєї кар'єри гравця. Більшість часу, проведеного у складі «Насьонала», був основним гравцем атакувальної ланки команди. У складі «Насьонала» був одним з головних бомбардирів команди, маючи середню результативність на рівні 0,37 голу за гру першості.
До складу клубу «Партизан» приєднався 2018 року. Станом на 26 січня 2018 року відіграв за белградську команду 20 матчів в національному чемпіонаті.

## Виступи за збірну
У 2015 році дебютував в офіційних матчах у складі національної збірної Кабо-Верде.
| Дата       | Місто            | Господарі           | Результат | Гості        | Турнір                                  | Голи | Примітки |
| ---------- | ---------------- | ------------------- | --------- | ------------ | --------------------------------------- | ---- | -------- |
| 31-3-2015  | Ештуріл          | Португалія          | 0 – 2     | Кабо-Верде   | товариський матч                        | -    | 81'      |
| 29-3-2016  | Марракеш         | Марокко             | 2 – 0     | Кабо-Верде   | Відбір до Кубка африканських націй 2017 | -    | 69'      |
| 4-6-2016   | Сан-Томе (місто) | Сан-Томе і Принсіпі | 1 – 2     | Кабо-Верде   | Відбір до Кубка африканських націй 2017 | 1    |          |
| 3-9-2016   | Прая             | Кабо-Верде          | 0 – 1     | Лівія        | Відбір до Кубка африканських націй 2017 | -    |          |
| 12-11-2016 | Прая             | Кабо-Верде          | 0 – 2     | Буркіна-Фасо | Відбір до ЧС 2018                       | -    | 75'      |
| Усього     |                  | Матчів              | 5         |              | Голів                                   | 1    |          |

## Досягнення

### Клубні
- Володар Кубка Сербії (1):

«Партизан»: 2018-19
- Володар Суперкубка ОАЕ (1):

«Шарджа»: 2019

### Індивідуальні
- Найкращий бомбардир сербської Суперліги: 2021/22 (29 голів); 2022/23 (19 голів)